# Henry Ohlsson
Henry Gustav Ohlsson, född 22 maj 1956 i Bollnäs, är en svensk nationalekonom och vice riksbankschef sedan januari 2015.

## Biografi
Ohlsson är född och uppvuxen i Bollnäs i Hälsingland. Som ung var han aktiv i SSU och han har representerat Socialdemokraterna i kulturnämnden i Umeå under 1980-talet. 

### Akademisk karriär
Han avlade filosofie doktor-examen i nationalekonomi vid Umeå universitet 1988 och blev docent i nationalekonomi vid Uppsala universitet 1991. Ohlsson blev samma år lektor och professor år 1999. Från 1999 till 2003 var han professor i nationalekonomi vid Göteborgs universitet och därefter återigen professor vid Uppsala universitet. Då han i januari 2015 tillträdde som vice riksbankschef tog han tjänstledigt från sin professur. 
Henry Ohlsson har framförallt forskat om arbetsmarknad, lönebildning och skatter. Han satt som en av fyra oberoende ledamöter i Industrins ekonomiska råd från 1997 till 2015. Det sista året var han dess ordförande.